# Cingoli
Cingoli ist eine italienische Gemeinde mit 9687 Einwohnern (2022) in der Provinz Macerata in den Marken. Die Gemeinde liegt etwa 21 Kilometer nordwestlich von Macerata und etwa 35 Kilometer südwestlich von Ancona. Cingoli grenzt unmittelbar an die Provinz Ancona. Die Gemeinde liegt am Monte Circe und wird wegen der Höhe auch als Balkon der Marken bezeichnet. Wenige Kilometer westlich liegt der Lago di Cingoli. Cingoli gehört zur Comunità montana del San Vicino und ist Mitglied der Vereinigung I borghi più belli d’Italia (Die schönsten Orte Italiens).

## Geschichte
Das Gebiet um Cingoli war bereits im 5. Jahrtausend v. Chr. besiedelt. In römischer Zeit lebten dort die Picener, deren Gegenwart sich bis in das 9. Jahrhundert v. Chr. zurückverfolgen lässt. Cingoli ist mit dem antiken Cingulum, einer Gründung Picenums, etwa identisch. Die antike Stadt lag dort, wo sich heute der Borgo San Lorenzo befindet. Um 60 v. Chr. wurde die Stadt von dem dort geborenen Titus Labienus, einem der Offiziere Caesars, stark befestigt. Unter Augustus wurde die Stadt zum Municipium. Im Frühmittelalter kam es im Zuge der Kämpfe zwischen Ostrom und den Goten, später den Langobarden, zu Zerstörungen.
Vermutlich zwischen dem späten 4. und der zweiten Hälfte des 6. Jahrhunderts wurde Cingoli Bistum und blieb es bis 1725; 1725 wurde das Bistum Cingoli mit dem Bistum Osimo vereinigt und hieß fortan Bistum Osimo und Cingoli. Die Grablege der frühen Bischöfe entstand außerhalb der Stadtmauern in der späteren Collegiata di S. Esuperanzio.
Cingoli wurde zunehmend von Osimo abhängig, dennoch wurde die Siedlung in der zweiten Hälfte des 12. Jahrhunderts zu einer eigenständigen Kommune. Die wirtschaftliche Tätigkeit und in deren Gefolge auch die künstlerische, erhielt starke Impulse vom Aufschwung des Fernhandels über die Adria.
Innerhalb der Marken kam es im 12. und 13. Jahrhundert zu wechselnden Koalitionen zwischen den dortigen Kommunen. Die Mainetti von Cingoli beherrschten das Amt des dortigen Podestà und banden sich weiterhin an Osimo, doch Ranberto Mainetti verbündete sich im Namen seiner Kommune mit Ancona, Recanati, Numana und Castelfidardo gegen Osimo, Jesi, Senigallia und Fano.
Ancona, die bedeutendste Stadt der Marken, geriet wenige Jahre später mit Venedig in einen offenen Konflikt, das versuchte, den Handel auf die expandierende Metropole auszurichten. Streit um die Hauptexportprodukte der Marken, nämlich Getreide, Öl und Wein, führte 1226 zur Blockade Anconas. Venedig schloss dazu ein Bündnis mit den umgebenden Landstädten. Neben Osimo und seinem Hafen Numana, Recanati, Castelfidardo und eben Cingoli, erreichte Venedig eine Annäherung an Fano, Senigallia und Fermo. Auch im Territorium Riminis erhielten die Venezianer Handelsfreiheit. Schließlich musste Ancona 1229 das Handelsmonopol Venedigs in der Adria nördlich von Ancona anerkennen. Alle Waren zwischen dem Monte Gargano und Ancona durften nur noch nach Venedig oder Ancona verfrachtet werden.

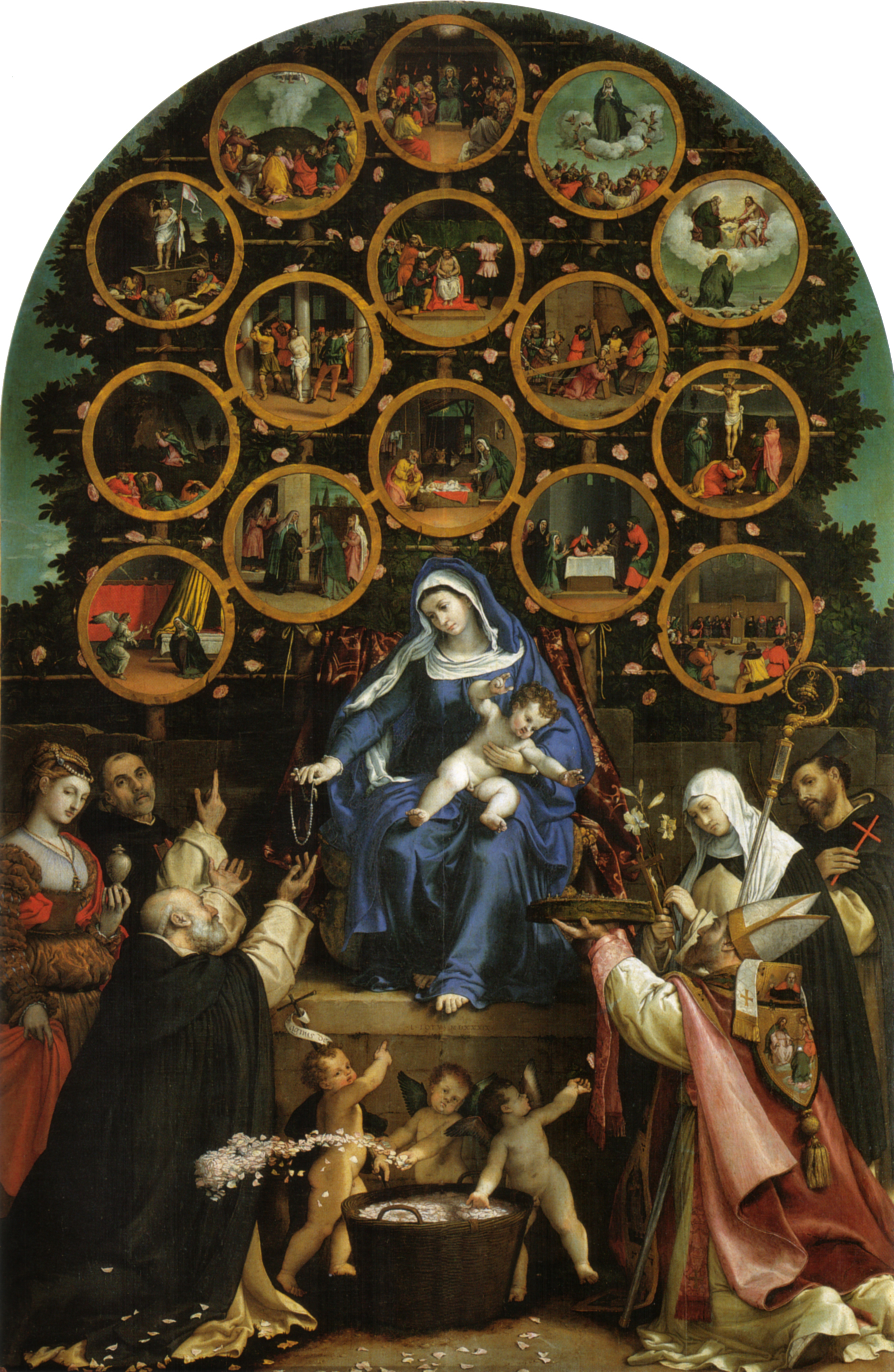
Rosenkranzmadonna von Lorenzo Lotto, 1539

Erst im 16. Jahrhundert gelang Cingoli ein erneuter wirtschaftlicher und urbanistischer Aufschwung, der in engem Zusammenhang mit dem Aufschwung des Bistums stand. Die Kirche San Domenico an der Piazzale Munizipale ist sehenswert wegen des 1539 datierten Altarbildes der Rosenkranzmadonna von Lorenzo Lotto. 1829 wurde Francesco Saverio Castiglioni, der einer Adelsfamilie aus Cingoli entstammte, als Pius VIII. zum Papst gewählt. Er saß von 1808 bis 1814 in französischer Haft. Danach blieb er bis 1816 Bischof in Cingoli. 1829 gewählt starb er bereits im folgenden Jahr, so dass er nur die Enzyklika Traditi humilitati nostrae hinterließ, in der er sich gegen protestantische Bibelgesellschaften, Geheimgesellschaften (vor allem die Freimaurer), die Zerstörung der Religion, gegen Angriffe auf das Sakrament der Ehe und auf kirchliche Dogmen wandte.

## Sport
Cingoli war mehrfach, u. a. 2010, Austragungsort des italienischen Sidecarcross Grand Prix.

## Verkehr
Durch die Gemeinde führt die Strada Statale 502 von Jesi nach San Severino Marche.

## Gemeindepartnerschaften
- Aprilia, Italien, seit 2004

## Persönlichkeiten
- Titus Labienus (um 100 vor Christus – 45 vor Christus), Volkstribun, General unter Gaius Iulius Caesar
- Raniero Felice Simonetti (1675–1749), Kardinal der römisch-katholischen Kirche
- Papst Pius VIII. (1761–1830), geboren in Cingoli als Francesco Saverio Castiglioni
- Alessandro Mattioli Pasqualini (1863–1943), Diplomat und Politiker
- Carlo Vecchiarelli (1884–1948), General
- Odo Fusi Pecci (1920–2016), römisch-katholischer Bischof von Senigallia